# Xã Meramec, Quận Jefferson, Missouri
Xã Meramec (tiếng Anh: Meramec Township) là một xã thuộc quận Jefferson, tiểu bang Missouri, Hoa Kỳ. Năm 2010, dân số của xã này là 18.192 người.